# Terence Kongolo
Terence Kongolo (født 14. februar 1994 i Rotterdam, Holland) er en hollandsk fodboldspiller (midterforsvarer). Han spiller hos Huddersfield, udlejet fra AS Monaco.

## Landshold
Kongolo står (pr. april 2018) noteret for tre kampe for Hollands landshold, som han debuterede for 17. maj 2014 i en venskabskamp mod Ecuador. Han har desuden spillet kampe for adskillige af landets U-landshold.
Kongolo var en del af den hollandske trup til VM i 2014 i Brasilien.